# Arigomphus submedianus
Arigomphus submedianus är en trollsländeart som först beskrevs av Williamson 1914.  Arigomphus submedianus ingår i släktet Arigomphus och familjen flodtrollsländor. Inga underarter finns listade i Catalogue of Life.

## Bildgalleri

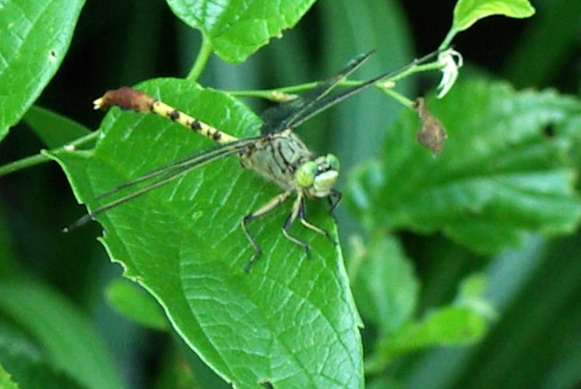
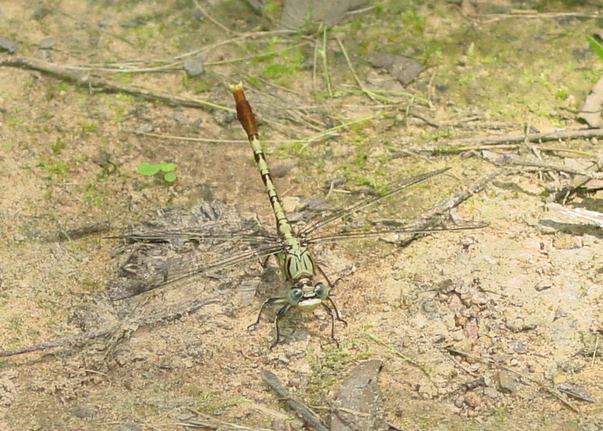